# Célio Alves
Célio Alves Rodrigues, detto Célio Alves (Joanésia, 11 novembre 1957), è un ex calciatore brasiliano, di ruolo centrocampista.

## Caratteristiche tecniche
Giocava come trequartista, indossando il numero 10. Aveva buona tecnica e una affinata capacità realizzativa.

## Carriera

### Club
Célio Alves debuttò nel campionato brasiliano di massima serie nel 1977. Con la Desportiva Capixaba, società dell'Espírito Santo, alla sua prima stagione giocò 17 partite, senza mai segnare. Nel 1978 le presenze furono 13, mentre nel 1979 arrivò anche il primo gol: al termine dell'annata aveva raccolto 16 presenze e 5 reti. Nel 1980 si trasferì al Palmeiras. Vi rimase fino al 1982, trovando poco spazio: in due anni venne schierato in 11 gare. Nel 1983 giocò il campionato Paulista con il São José. Lì fu impiegato con continuità, tanto che mise a referto 30 presenze. Nel febbraio 1985 giunse in Bolivia insieme al connazionale Fausto, anch'egli numero 10, per effettuare un provino per l'Oriente Petrolero; il presidente Miguel Ángel Antelo e l'allenatore Guilarte scelsero di tenere entrambi. Il titolare era inizialmente Fausto, ma Célio Alves lo sopravanzò nelle gerarchie allorché, entrato nel secondo tempo, decise un derby tra Oriente e Blooming con un gol e un assist. Il trequartista brasiliano divenne ben presto una prima scelta nella squadra di Santa Cruz, che lo impiegò nella sua consueta posizione, beneficiando della sua abilità tecnica. Nel 1987 fu il secondo miglior marcatore della squadra con 11 reti, dietro a Víctor Antelo con 28; con il club vinse il campionato 1990, e ancora una volta fu il secondo miglior realizzatore (stavolta con 9 gol, preceduto da Modesto Molina con 10). Dopo le semifinali perse nel 1992, decise di lasciare l'Oriente Petrolero: si trasferì ai rivali del Blooming. Nel 1995 venne ceduto al San José di Oruro: con la nuova divisa vinse il campionato, giocando gran parte delle partite. Nel 1996 contribuì alla qualificazione del Real Santa Cruz in Coppa CONMEBOL, ma non poté partecipare alla competizione internazionale a causa della morte del padre. Altri problemi lo costrinsero a saltare tutta la stagione 1997. Nel 1998 viaggiò verso Sucre, e firmò un contratto con l'Independiente Petrolero; nel 1999 si accasò nuovamente al San José. Per il campionato 2000 fu acquistato dal Mariscal Braun, neopromosso in massima serie: all'età di 43 anni, Célio Alves giocò l'ultimo suo torneo da professionista.

## Palmarès

### Club

#### Competizioni nazionali
- Campionato boliviano: 2

Oriente Petrolero: 1990
San José: 1995